# مزدا (چراغ)

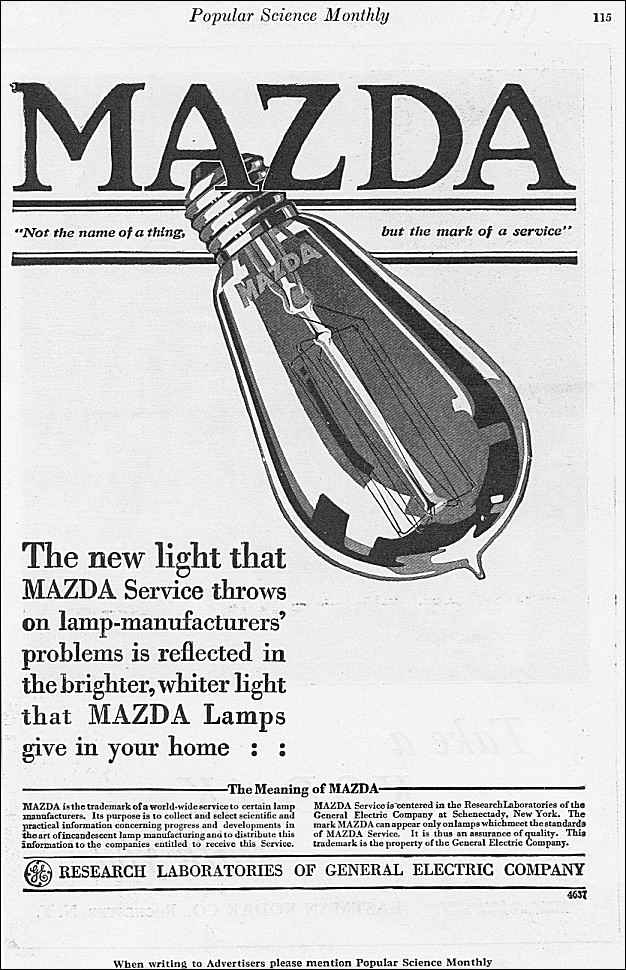
مارک خدمات مزدا در سال ۱۹۱۷

مزدا نامی است تجاری که شرکت جنرال الکتریک و دیگران برای لامپ‌های پر نور از سال ۱۹۰۹ تا ۱۹۴۵ به کار می‌بردند. ساخت این چراغ‌ها تا ده‌ها سال در بیرون آمریکا پیگیری شد. این نام از اهورا مزدا برگرفته شد، پروردگار دانش و روشنایی.